# تیم ملی فوتبال تونس
تیم ملی فوتبال تونس (به عربى: منتخب تونس لكرة القدم) نماینده کشور تونس در مسابقات بین‌المللی و آفریقایی است که زیر نظر فدراسیون فوتبال تونس فعالیت می‌کند.
اولین بازی رسمی این تیم در تاریخ ۲۵ ژوئن ۱۹۵۷ میلادی در برابر تیم ملی فوتبال الجزایر برگزار شده‌است.

## عملکرد در جام جهانی
| سال  | دور   | نتیجهٔ بازی            | نتیجه |
| ---- | ----- | --------------------- | ----- |
| ۱۹۷۸ | دور ۱ | تونس 3 – 1 مکزیک      | برد   |
| ۱۹۷۸ | دور ۱ | تونس 0 – 1 لهستان     | باخت  |
| ۱۹۷۸ | دور ۱ | تونس 0 – 0 آلمان غربی | مساوی |
| ۱۹۹۸ | دور ۱ | تونس 0 – 2 انگلستان   | باخت  |
| ۱۹۹۸ | دور ۱ | تونس 0 – 1 کلمبیا     | باخت  |
| ۱۹۹۸ | دور ۱ | تونس 1 – 1 رومانی     | مساوی |
| ۲۰۰۲ | دور ۱ | تونس 0 – 2 روسیه      | باخت  |
| ۲۰۰۲ | دور ۱ | تونس 1 – 1 بلژیک      | مساوی |
| ۲۰۰۲ | دور ۱ | تونس 0 – 2 ژاپن       | باخت  |
| ۲۰۰۶ | دور ۱ | تونس 2 – 2 عربستان    | مساوی |
| ۲۰۰۶ | دور ۱ | تونس 1 – 3 اسپانیا    | باخت  |
| ۲۰۰۶ | دور ۱ | تونس 0 – 1 اوکراین    | باخت  |
| ۲۰۱۸ | دور ۱ | تونس 1 – 2 انگلیس     | باخت  |
| ۲۰۱۸ | دور ۱ | تونس 2 – 5 بلژیک      | باخت  |
| ۲۰۱۸ | دور ۱ | تونس 2 – 1 پاناما     | برد   |

## افتخارات

### مسابقات آفریقا
جام ملت‌های آفریقا
- ( قهرمان): ۲۰۰۴
- (نایب قهرمان): ۱۹۶۵, ۱۹۹۶
- (سوم): ۱۹۶۲
- (چهارم): ۱۹۷۸, ۲۰۰۰

رقابت‌های ملت‌های آفریقا
- (قهرمان): ۲۰۱۱

بازی‌های آفریقایی
- مدال نقره: ۱۹۹۱
- مدال برنز: ۲۰۰۷

### مسابقات عربی
جام ملت‌های عرب
- (قهرمان): ۱۹۶۳

جام ملت‌های فلسطین
- (قهرمان): ۱۹۷۳

مسابقات پان عرب
- مدال نقره: ۱۹۵۷

### مسابقات مدیترانه
مسابقات مدیترانه
- مدال طلا: ۲۰۰۱
- مدال نقره: ۱۹۷۱
- مدال برنز: ۱۹۷۵, ۲۰۱۳

## بیشترین تعداد بازی

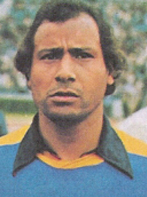
صادق ساسی رکوردار بیشترین بازی ملی برای تیم ملی تونس.

| # | نام بازیکن        | تعداد بازی | تعداد گل | سال‌های حضور |
| - | ----------------- | ---------- | -------- | ----------- |
| ۱ | صادق ساسی         | ۱۱۶        | ۰        | ۱۹۶۳–۱۹۷۸   |
| ۲ | راضی الجعایدی     | ۱۰۵        | ۷        | ۱۹۹۶–۲۰۰۹   |
| ۳ | خالد بادرا        | ۹۷         | ۱۲       | ۱۹۹۵–۲۰۰۶   |
| ۴ | خالد بن یحیی      | ۹۵         | ۵        | ۱۹۷۹–۱۹۹۳   |
| ۴ | قیس غضبان         | ۹۵         | ۶        | ۱۹۹۵–۲۰۰۶   |
| ۶ | شکری الواعر       | ۹۳         | ۰        | ۱۹۹۳–۲۰۰۲   |
| ۷ | ریاض بوعزیزی      | ۹۲         | ۳        | ۱۹۹۵–۲۰۰۶   |
| ۸ | طارق ذیاب         | ۸۹         | ۱۲       | ۱۹۷۴–۱۹۹۰   |
| ۹ | محمد علی المحجوبی | ۸۶         | ۱۷       | ۱۹۸۵–۱۹۹۵   |
| ۹ | سیراجدین چیهی     | ۸۶         | ۴        | ۱۹۹۱–۲۰۰۱   |